# Buchnera reissiana
Buchnera reissiana là loài thực vật có hoa thuộc họ Cỏ chổi. Loài này được Büttner ex Engl. mô tả khoa học đầu tiên năm 1894.